# Hiperandrogenisme
L'hiperandrogenisme és una trastorn mèdic caracteritzat per alts nivells d'andrògens en les dones. Els símptomes poden incloure acne, seborrea (pell inflamada), alopècia (pèrdua de cabell al cuir cabellut), hipertricosi (augment del cabell corporal o facial) i menstruació poc freqüent o absent. Les complicacions poden incloure hipercolesterolèmia (colesterol alt en sang).
La causa en aproximadament el 70% dels casos és la síndrome de l'ovari poliquístic (PCOS). Altres causes són la hiperplàsia suprarenal, la malaltia de Cushing, alguns tipus de càncers i alguns medicaments. El diagnòstic implica sovint proves de sang per a testosterona, 17-hidroxiprogesterona i prolactina, així com una ecografia pelviana.
El tractament depèn de la causa subjacent. Els símptomes d’hiperandrogenisme poden millorar-se amb píndoles anticonceptives o antiandrògens com acetat de ciproterona o espironolactona. Altres mesures poden incloure tècniques de depilació. Es produeix en aproximadament un 5% de les dones en edat reproductiva.
Les primeres descripcions conegudes de l’afecció són d'Hipòcrates al segle V aC. El 2011, l'Associació Internacional de Federacions d'Atletisme va decidir que les dones han de tenir nivells de testosterona per sota de l’home per poder competir. Hi ha preocupacions perquè aquestes normes siguin totes dues poc científiques i injustes.